# L'illuminata selvaggia
L'illuminata selvaggia è il primo album discografico di Maria Sole pubblicato nel 1977 dall'etichetta discografica Archivak.

## Descrizione
I brani Maria Maria e Sono seduta sul water closet vennero pubblicati anche come singolo nel 1978.

## Tracce
Testi e musiche di Maria Sole.
1. Il membro felino
2. Io Delon
3. È uno scherzo
4. Minuti di morte per Marilyn Monroe
5. Sono seduta sul water closet
6. La donna Dio no, no no Signore
7. Siete siate!
8. Compagni compagni
9. Un goal a partita
10. Maria Maria

## Musicisti
- Maria Sole: voce
- Carlo Cordara: pianoforte